# Assembleia Legislativa de Ontário

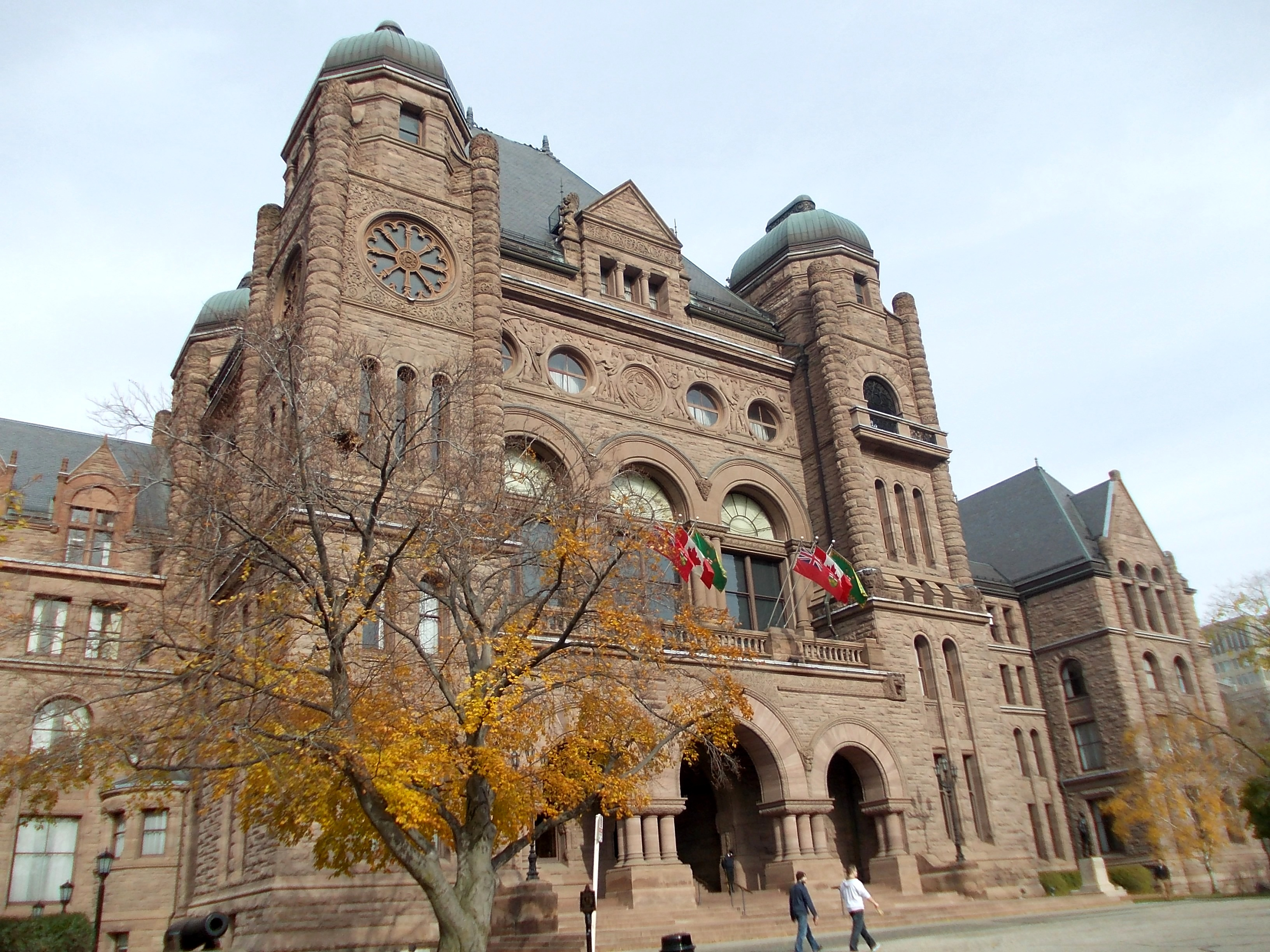
Legislative Assembly of Ontario

A Assembleia Legislativa de Ontário (em inglês: Legislative Assembly of Ontario; em francês: Assemblée législative de l'Ontario) é a assembleia deliberativa da legislatura da província canadense de Ontário (também conhecida como o Parlamento de Ontário). A assembleia se reúne ao Edifício Legislativo de Ontário no Queen's Park, na capital da província, Toronto. Contas aprovadas pela assembleia recebem aprovação real da rainha do Canadá, representada pelo tenente-governador de Ontário.